# دانيال روير
دانيال روير (بالألمانية: Daniel Royer)‏ (20 مارس 1990 في النمسا - ) هو لاعب كرة قدم نمساوي في مركز الوسط. شارك مع منتخب النمسا تحت 21 سنة لكرة القدم ومنتخب النمسا لكرة القدم. أما مع النوادي، فقد لعب مع أوستريا فيينا وشتورم غراتس ونادي كولن ونادي ميتييلاند وهانوفر 96 وFC Juniors OÖ ‏ ونادي رييد وSK Austria Kärnten ‏.

## وصلات خارجية
- دانيال روير على موقع الاتحاد الأوربي (الإنجليزية)
- دانيال روير على موقع الدوري الأمريكي (الإنجليزية)
- دانيال روير على موقع قاعدة بيانات كرة القدم.إي يو (الإنجليزية)
- دانيال روير على موقع بيانات كرة القدم. دي إي (الألمانية)
- دانيال روير على موقع ناشيونال فوتبول تيمز (الإنجليزية)
- دانيال روير على موقع Soccerway.com (الإنجليزية)
- دانيال روير على موقع عالم كرة القدم.نت (الإنجليزية)
- دانيال روير على موقع AS.com (الإسبانية)